# عبد العزيز الفضلي
عبد العزيز الفضلي (1 فبراير 1996 -)، مذيع سعودي، يعمل في قناة إم بي سي 1.

## عنه
بدأ مسيرته الإعلامية بعمر صغير مذيعًا في قناة أجيال التابعة للتلفزيون السعودي ثم عمل في قناة الإخبارية. انتقل إلى قناة إم بي سي برو سبورت كأصغر مذيع رياضي بعام 2016، بعد ذلك انتقل إلى قناة إم بي سي 1 وقدم نشرة التاسعة والبرنامج الإسبوعي «إم بي سي في أسبوع».

## انظر ايضًا
- تغريد الهويش
- علي الغفيلي
- خليل الفهد